# Shishman de Vidin

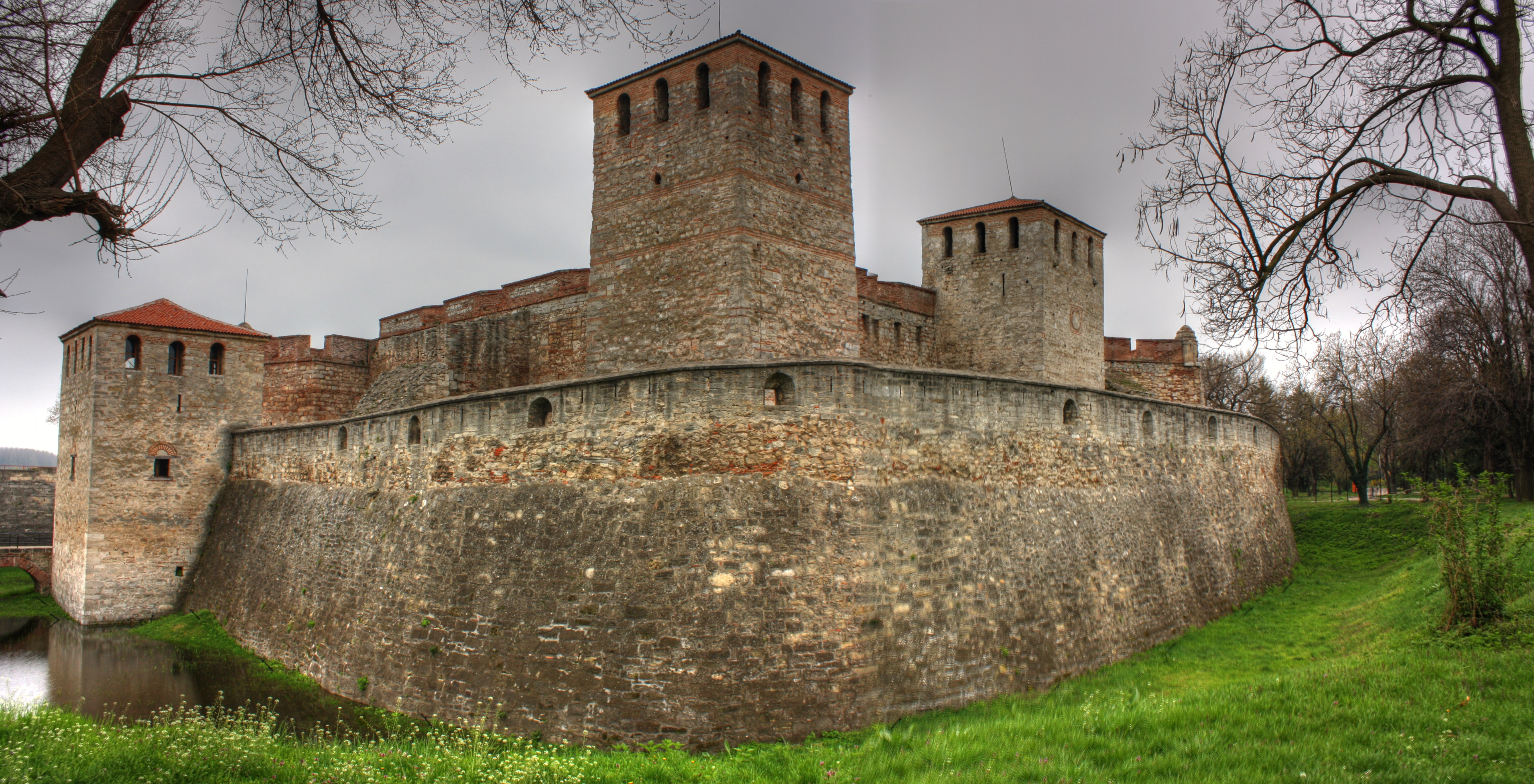
La forteresse Baba Vida de Vidin.

Shishman (Bulgare : Шишман ; fl. 1270/1280 — avant 1308/1313), despote de Vidin, est un noble (boyard) bulgare des XIIIe et XIVe siècles, fondateur de la dynastie des Chichmanides, il régna en Bulgarie de 1323 à 1396.

## Biographie

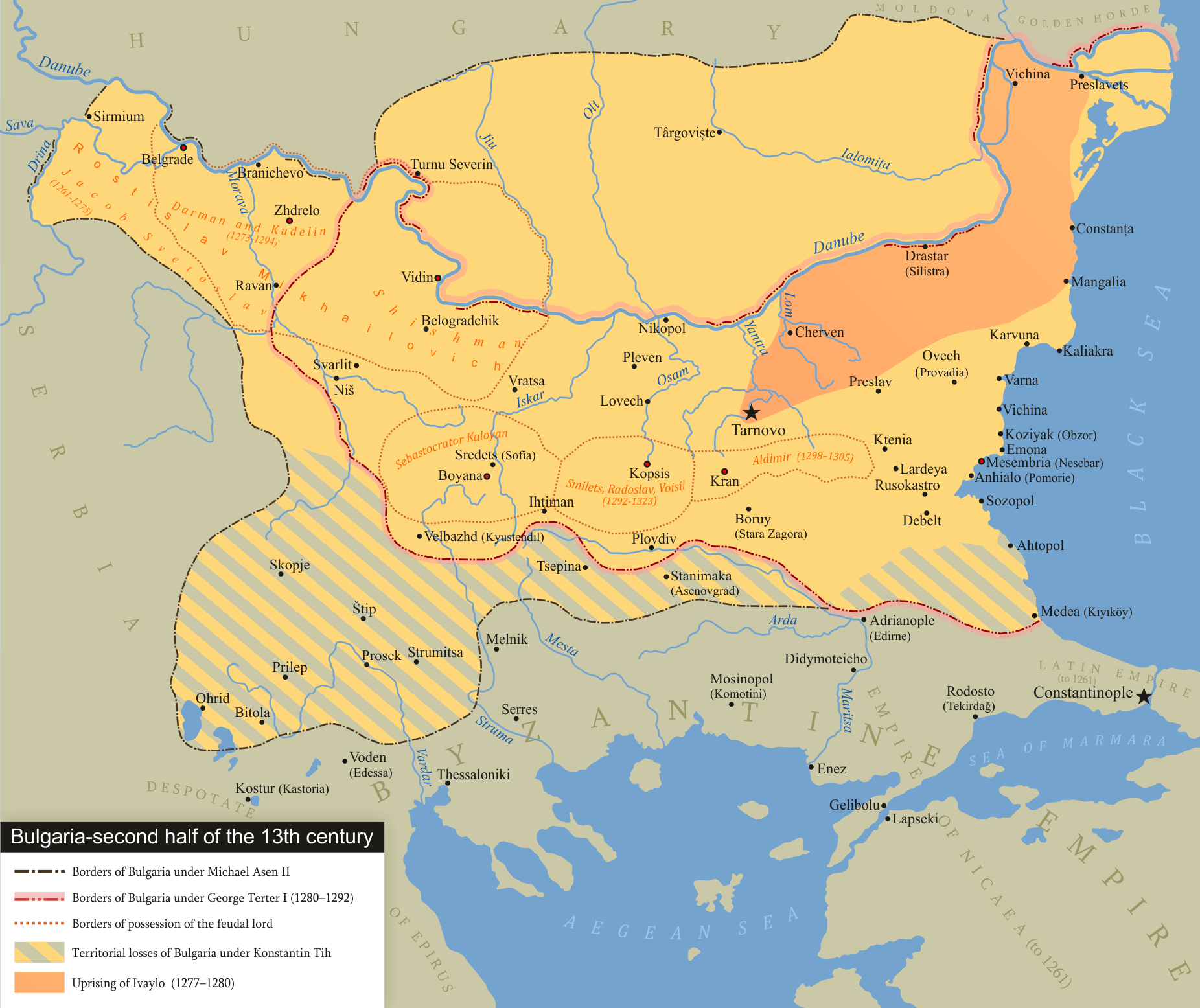
L'Empire bulgare à la fin du XIIIe siècle.

Les origines de Shishman sont obscures. Son nom ne serait pas bulgare/slave mais turc. Pour l'historien hongrois István Vásáry, il était d'origine coumane, appartenant probablement à l'une de ces tribus turcophones qui, fuyant les Mongols de Batu Khan, s'étaient réfugiées dans le royaume hongrois ainsi que dans l'Empire bulgare dans les années 1230/1240.
Sous le règne du tsar bulgare Konstantin Ier Asen (1257-1277), Shishman apparaît comme seigneur de Vidin, ville-forteresse d'une grande importance stratégique située sur la rive du Danube. Dans les années 1280, peu de temps après l'arrivée au pouvoir du nouveau tsar Georges Ier Terter, il reçoit de ce dernier le titre de despote de Vidin. Vers la même période, Shishman est marié à une fille du Sebastokrator Pierre et d'Anne (renommée Théodora), fille du tsar bulgare Ivan Assen II.
Le territoire que Shishman contrôle est régulièrement menacé par les Mongols de la Horde d'or, il devient alors une espèce de principauté semi-indépendante vis-à-vis des tsars de Tarnovo. Il fut alors peut-être allié aux frères Darman et Kudelin, nobles bulgares qui contrôlaient de manière (semi-)indépendante la région voisine de Braničevo. En 1291, il devient vassal du khan mongol Nogaï. Poussé par ce dernier, il attaque la Serbie en 1292 en compagnie de troupes mongoles et réussit à s'avancer jusque dans la Métochie ( l'actuel Kosovo), pillant et incendiant au passage le monastère de Žiča, avant de retourner en Bulgarie sans gain de territoires. Son expédition de pillage provoque la contre-attaque du roi serbe Stefan Uroš II Milutin qui réussit à s'emparer de la forteresse de Vidin après un court siège, provoquant la fuite de Shishman qui part se réfugier au nord du Danube chez les Mongols alors dirigés par Toqtaï. Au lieu d'annexer la région de Vidin, le roi serbe propose à Shishman une alliance qu'il accepte. Pour sceller cette alliance, Shishman, qui a récupéré son titre de despote et ses domaines, épouse la fille d'un noble serbe, le Grand Prince Dragoš, et arrange en même temps le futur mariage de son fils Michel avec la princesse Anne de Serbie (Ana Neda), fille de Stefan Uroš II Milutin.
Ayant conservé des relations avec l'Empire mongol, il accueille vers 1301 dans ses domaines un petit-fils de Nogaï, Qara-Kesek, qui fuyait les persécutions du nouveau khan Toqtaï ; les 3000 cavaliers mongols qui l'accompagnaient restèrent à Vidin jusqu'en 1325.
Shishman meurt à une date inconnue antérieure à 1308 ou 1313.
Son fils aîné Michel, qui lui succéda à la tête du despotat de Vidin, deviendra en 1323 tsar de Bulgarie sous le nom de Mikhail III Chichman Asen.

## Unions et descendance
De son épouse bulgare (dont le nom est inconnu), Shishman eut plusieurs enfants dont :
- Michel, le futur tsar Mikhail III de Bulgarie ;
- Belaur (en) (mort en 1336), qui fut despote de Vidin ;
- Keratsa Petritsa (en), qui épousa le despote Sratsimir de Kran et dont le fils Jean deviendra tsar de Bulgarie sous le nom de Ivan Aleksandre Asen.

Il se remaria vers 1292 avec une noble serbe (dont le nom est inconnu), fille du Grand Prince Dragoš.